# شهرستان واتونون (مینه‌سوتا)
شهرستان واتونون، مینه‌سوتا (به انگلیسی: Watonwan County, Minnesota) شهرستانی در ایالات متحده آمریکا است که در مینه‌سوتا واقع شده‌است.